# 2017年美國總統就職典禮
2017年美國總統就職典禮，官方名稱為第58屆美國總統就職典禮（英語：the 58th Presidential Inauguration），也稱為唐納·川普第一次總統就職典禮，為第45任美國總統唐納·川普於2017年1月20日週五舉行的就職典禮，標誌著總統唐納·川普與副總統麥克·彭斯領導的共和黨政府4年任期的开始。基于宣誓仪式上重点强调的“宪法制度的美式独特表达”，活动定题为“独特美国人”，通过美国人“团结在恒久共和国的背后”的例子，展现权力的和平交接。2017年1月17日到21日，华盛顿特区举办了音乐会、宣誓仪式、午宴、游行、就职舞会、各宗教派别就职祷告仪式等就职活动。
典礼上，首席法官约翰·罗伯茨监督川普宣誓，副总统彭斯则由最高法院大法官克拉伦斯·托马斯监督宣誓。川普宣誓时左手按住他母親送贈的《圣经》和林肯《圣经》。典礼伴随着美国和其他国家的抗议活动。

## 背景
就职典礼标志着唐纳德·特朗普总统过渡期正式结束。他于2016年11月8日赢得总统选举，成为当选总统。特朗普和他的竞选伙伴迈克·彭斯于2016年12月19日由选举人团正式选举产生。胜选结果于2017年1月16日由国会联席会议投票认可。就职后，特朗普成为首个没有任何军事或政府工作经验的当选总统，也是最年长和最富有的总统。妻子梅拉尼娅成为继1825年成为总统的约翰·昆西·亚当斯夫人路易莎·亚当斯后第二位在国外出生的美國第一夫人。迈克·彭斯成为自1968年理查德·尼克松的伙伴斯皮罗·阿格纽以来，第一位当选副总统的在任州长。。

## 規劃
本次就職典禮主要由2個委員會策劃：美國國會就職典禮聯席委員會與2017年總統就職委員會。早在11月8日正式投票日前，联席委员会于9月21日便开始搭建就职典礼舞台。
负责策划当选总统特朗普和当选副总统彭斯宣誓就职仪式的联席委员会成员有联邦参议员肯塔基州米奇·麦康奈尔、密苏里州罗伊·布伦特（委员会主席）、纽约州查克·舒默和联邦众议员威斯康辛州保罗·莱恩、加利福尼亚州凯文·麦卡锡和南希·佩洛西。美国参议院规则和行政委员会负责监察。
联席委员会选定的就职典礼主题“独特美国人”（Uniquely American）强调就职典礼是“我国宪法制度的美式独特展现”。主题也强调权力和平过渡，美国人“在恒久共和国的背后团结”。主题引用了特朗普的竞选口号“让美国再次强大”，这也是就职演讲的主题之一。
2015年12月21日，就职典礼委员会公布1月20日就职典礼日程表。首都地区联合特遣队负责协调就职典礼的军事支援，提供军乐队、仪仗队、护旗队、门卫兵、枪支和礼炮。
而2017年总统就职委员会则组织音乐会、游行、舞会和祈祷仪式等其他与就职典礼相关的活动，受当选正副总统主管。委员会主席小托马斯·J·巴拉克是房地产投资者、柯罗尼资本主席兼首席执行官。刘易斯·艾森伯格和罗伊·贝利（Roy Bailey）担任委员会联合主席。委员会成员包括赌场巨头谢尔登·阿德尔森及其妻子米拉亚姆（Miriam）、史提芬·艾伦·永利和菲尔·拉芬、石油大亨哈罗德·哈姆、女商人黛安·亨德里克斯、煤炭大亨乔·克拉夫、盖尔·戈尔登（Gail Icahn）及其妻子卡尔·伊坎和纽约喷气机队老板伍德·约翰逊。委员会报告称筹集到1亿多美元的就职典礼捐款。
中華民國前任行政院长游锡堃率团代表总统蔡英文赴华盛顿特區参加就职典礼，遭到中華人民共和国外交部抗议，但代表团最终如期出席典礼。此外，另有消息指鴻海董事長郭台铭也受邀参加典礼，但他并不打算出席。
歐巴馬政府的商務部長傑森·約翰遜，與參議院臨時議長歐林·海契（Orrin Grant Hatch）被選為指定幸存者於就職典禮期間在秘密地點待命。

## 仪式前活动

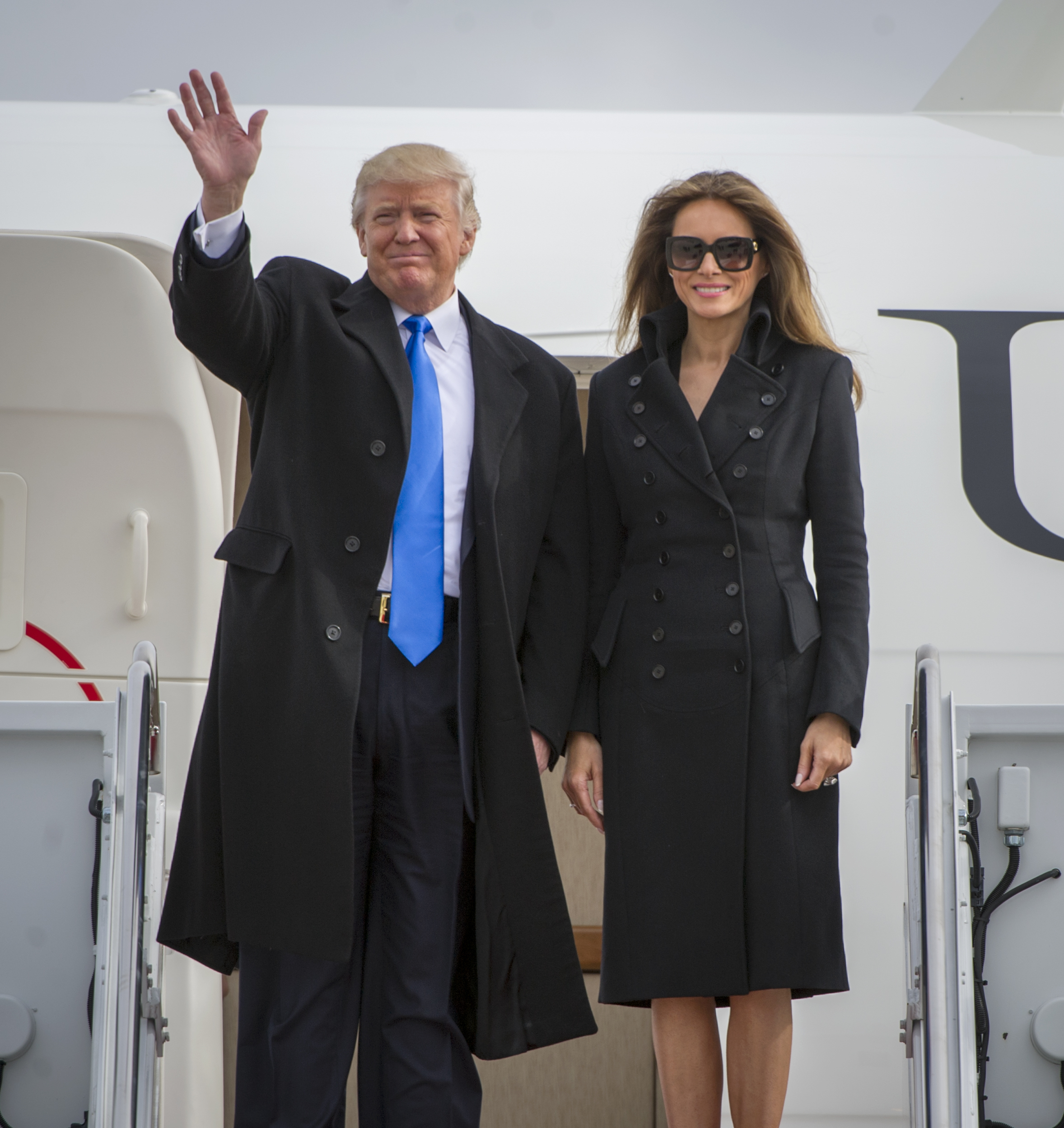
当选总统特朗普与妻子梅拉尼娅抵达华盛顿哥伦比亚特区安德鲁斯联合基地，参加就职典礼。

2017年1月17日，当选总统特朗普乘专机抵达华盛顿特区，出席题为“主席全球晚宴”（Chairman's Global Dinner）的高规格晚宴，将即将上任的特朗普内阁官员介绍给各外国使节。《华盛顿邮报》称晚宴是典礼前最高规格的活动，只能受邀参加，系黑色领带，特朗普和彭斯在聚会中发表讲话。活动在安德鲁·梅隆礼堂举行。就职活动主组织人托马斯·巴拉克（Thomas Barrack）称晚宴“在社交民主及延伸全球大幕上刻下首枚指印”。經特朗普钦点继任约翰·克里国务卿职位的雷克斯·蒂勒森到場出席，另据在场记者观察，鲁迪·朱利安尼、迈克尔·T·弗林和以色列駐美國大使館罗德·德尔默亦在场。500名嘉宾中有200多名外交官。演讲中，特朗普自夸他迄今为止的内阁选择及选择迈克·彭斯位副总统。《波士顿环球报》和美联社披露菜单包括主菜芥菜黑鳕鱼和烤里脊肉片，甜点有热烤阿拉斯加。

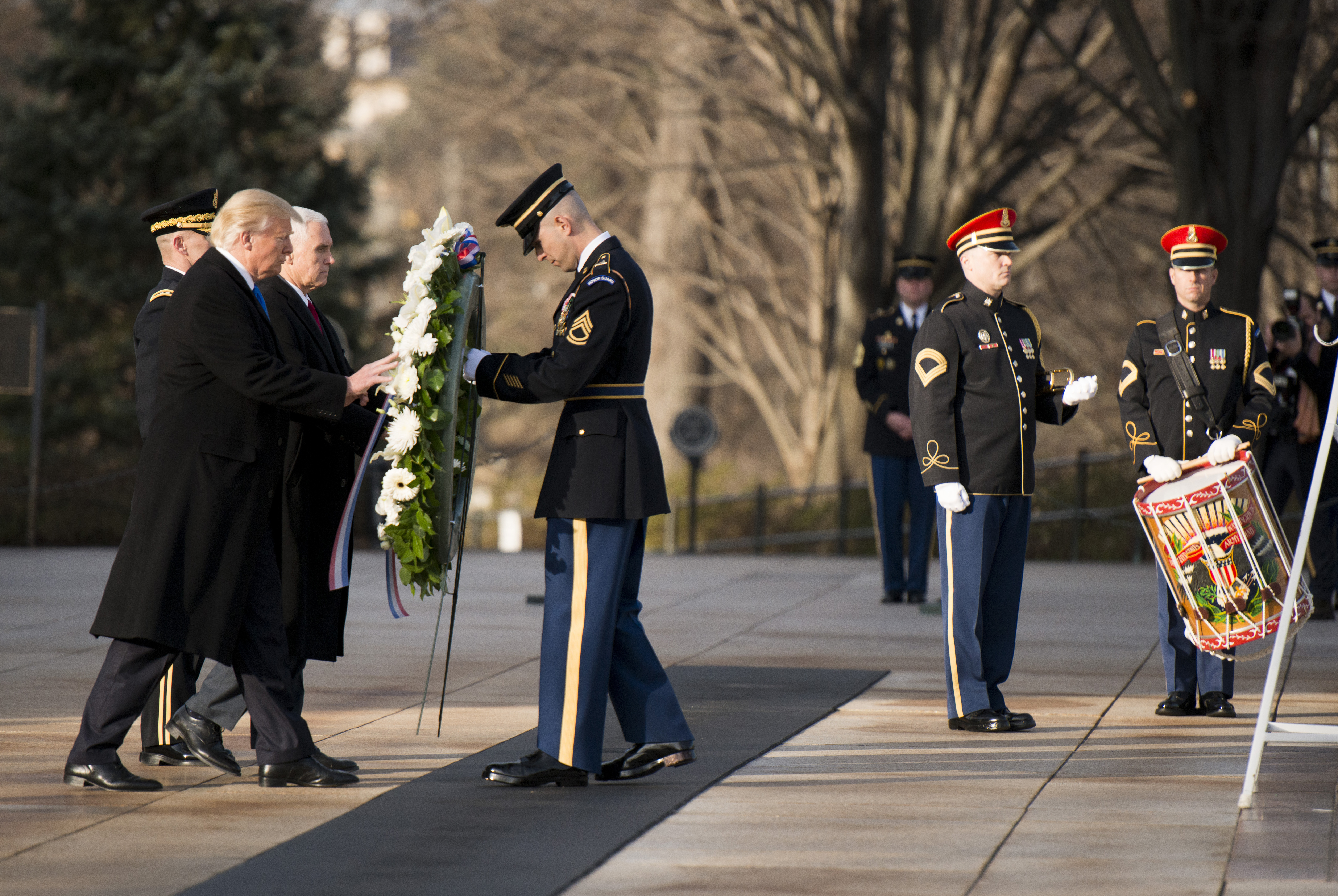
唐纳德·特朗普与迈克·彭斯向无名烈士墓献花。

1月19日，特朗普乘坐空军一号从纽约市家中抵达华盛顿安德鲁斯联合基地。离开纽约家前，特朗普发推文：“准备离开前往华盛顿。旅途开始，我将非常努力地工作和奋斗，让这趟旅程对美国人民有意义。我认为，我们会毫无疑问地一起让美国再次强大。”之后，特朗普在他于旧邮政局大厦建的酒店与彭斯用午餐，之后前往阿灵顿国家公墓向无名烈士墓献花，家眷陪同。巴拉克表示献花仪式是特朗普从候选人到总统的过渡。布莱德利·贝克少将（Major General Bradley Becker）陪同特朗普和彭斯出席仪式。阿灵顿国家公墓是40多万人的最终安息地，其中主要有美軍军人、荣誉勋章获得者和前总统约翰·肯尼迪在内的高级政治官员。
19日晚，特朗普主持为第二天观看就职典礼的支持者设置的名为“让美国再次伟大！欢迎庆祝活动”（Make America Great Again! Welcome Celebration）音乐会。音乐会在林肯纪念堂前台阶举行。多部音乐剧在音乐会上演出，李·格林伍德表演成名作之一《天佑美国》。托比·基斯、三门关乐队和DJ·拉维德多姆斯也登台献唱。庆祝活动开始前，特朗普向支持者表示“被遗忘的男人和女人再也不会受到遗忘了”。演员强·沃特说：“我们见惯了一大堆让我们预感到不安的宣传，不知道上帝能否扭转所有针对这位唯一的愿望是让美国再次强大的特朗普先生的所有不利谣言。”音乐会在绚烂的焰火中结束。

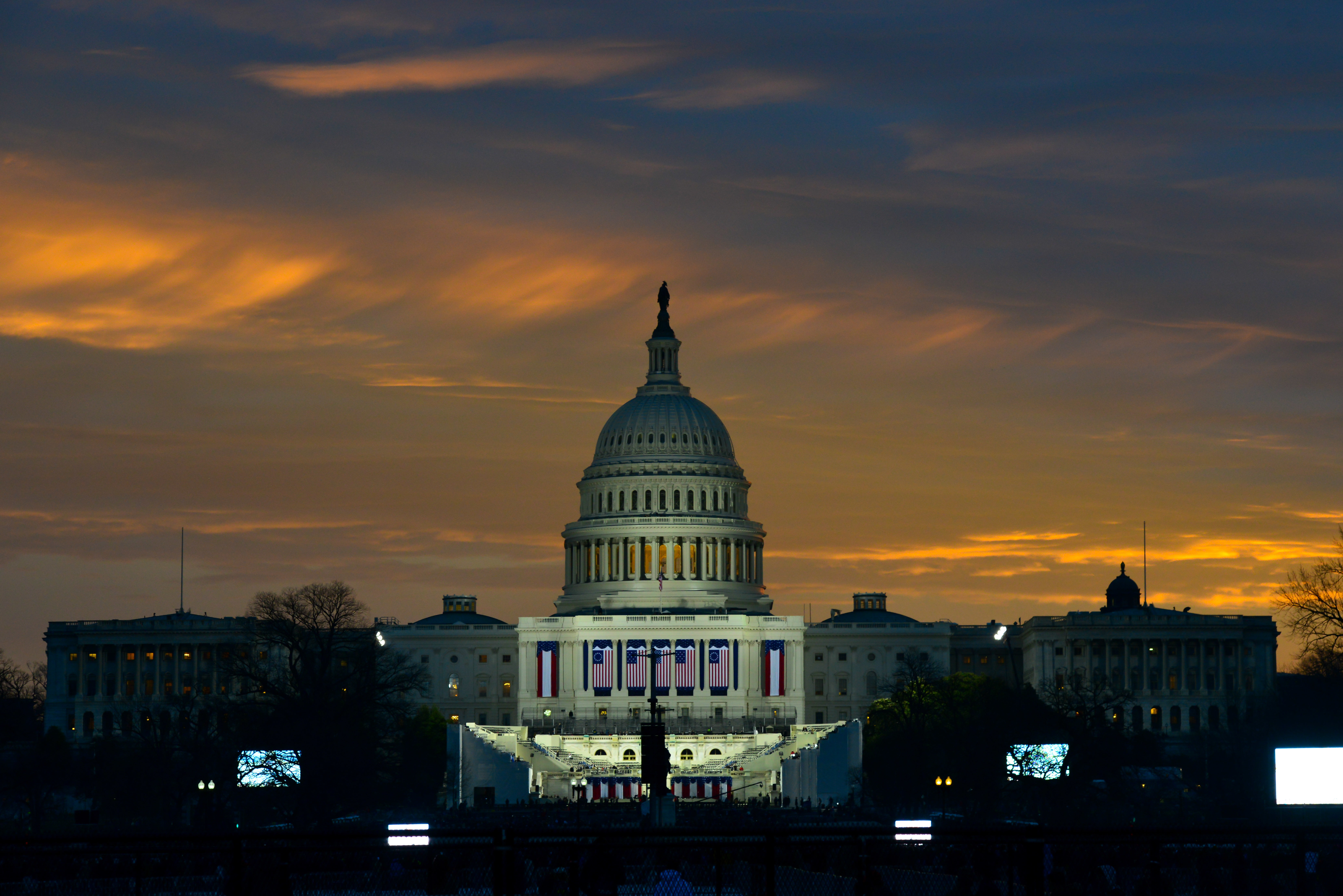
美国国会正为就职典礼准备工作，太阳冉冉升起。

1月20日典礼当天早上，在靠近白宫的候任总统传统驻地布莱尔宫过夜后，特朗普和彭斯分别携夫人梅拉尼娅和卡伦参加圣公会圣约翰堂的礼拜。该传统可追溯至詹姆斯·麦迪逊，自那时起每位总统都要在就职典礼当天早上参加礼拜。礼拜由在竞选期间为特朗普宣传的南方浸信会牧师罗伯特·杰弗斯主持。仪式后，特朗普和妻子到白宫会见总统巴拉克·奥巴马和米歇尔·奥巴马。奥巴马一家见过特朗普一家，梅拉尼娅向夫妇俩赠送礼物。之后白宫记者团为他们拍摄合影。赠送礼物是米歇尔开始的传统，她曾在2009年丈夫就职典礼当日向乔治·布什和劳拉·布什送礼物。之后，他们在白宫内举行茶话会，乔·拜登和彭斯分别携妻子吉尔·拜登和凯伦·彭斯陪同。依照传统，总统与当选总统会晤后，会共同乘坐总统车队豪华轿车前往国会大厦就职典礼。

## 典禮程序

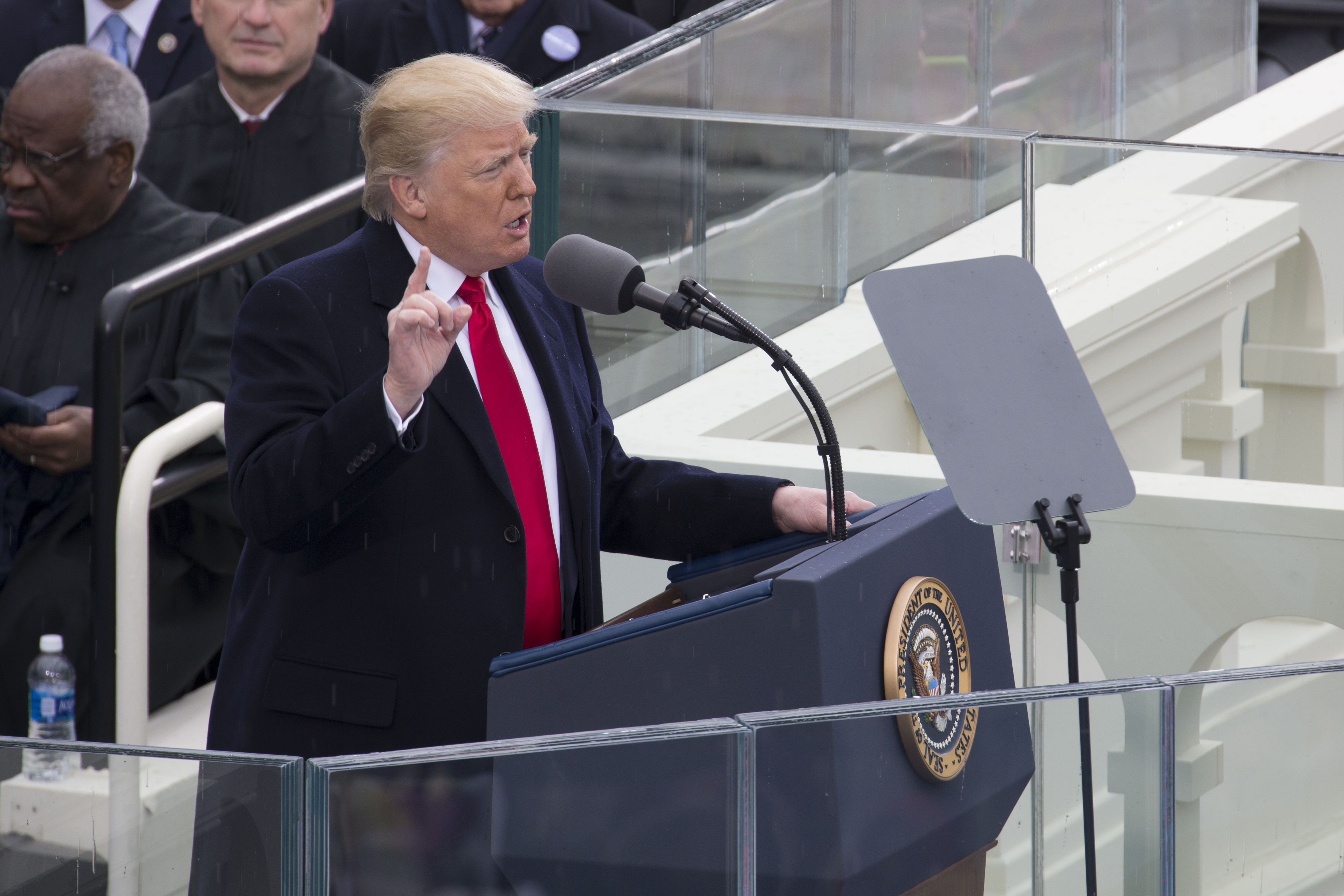
宣誓仪式后，特朗普发表就职演说。

上午11时41分，罗伊·布伦特揭开典礼序幕。他在开场白中提到国家有着“平淡、奇迹般”的权力和平过渡历史。随后三个宗教团体祷告，紧接着密苏里州立大学合唱队表演原创作品《Now We Belong》。简短发言后，查克·舒默在演讲最后让所有人宣誓仪式中起立。
前总统吉米·卡特、比尔·克林顿、喬治·W·布希及贝拉克·奥巴马均携第一夫人出席典礼，其中包括特朗普竞选中的主要竞争对手希拉里·克林顿。乔治·赫伯特·沃克·布什及妻子芭芭拉·布什因身体抱恙缺席典礼。前副总统乔·拜登、丹·奎尔和迪克·切尼均在场。

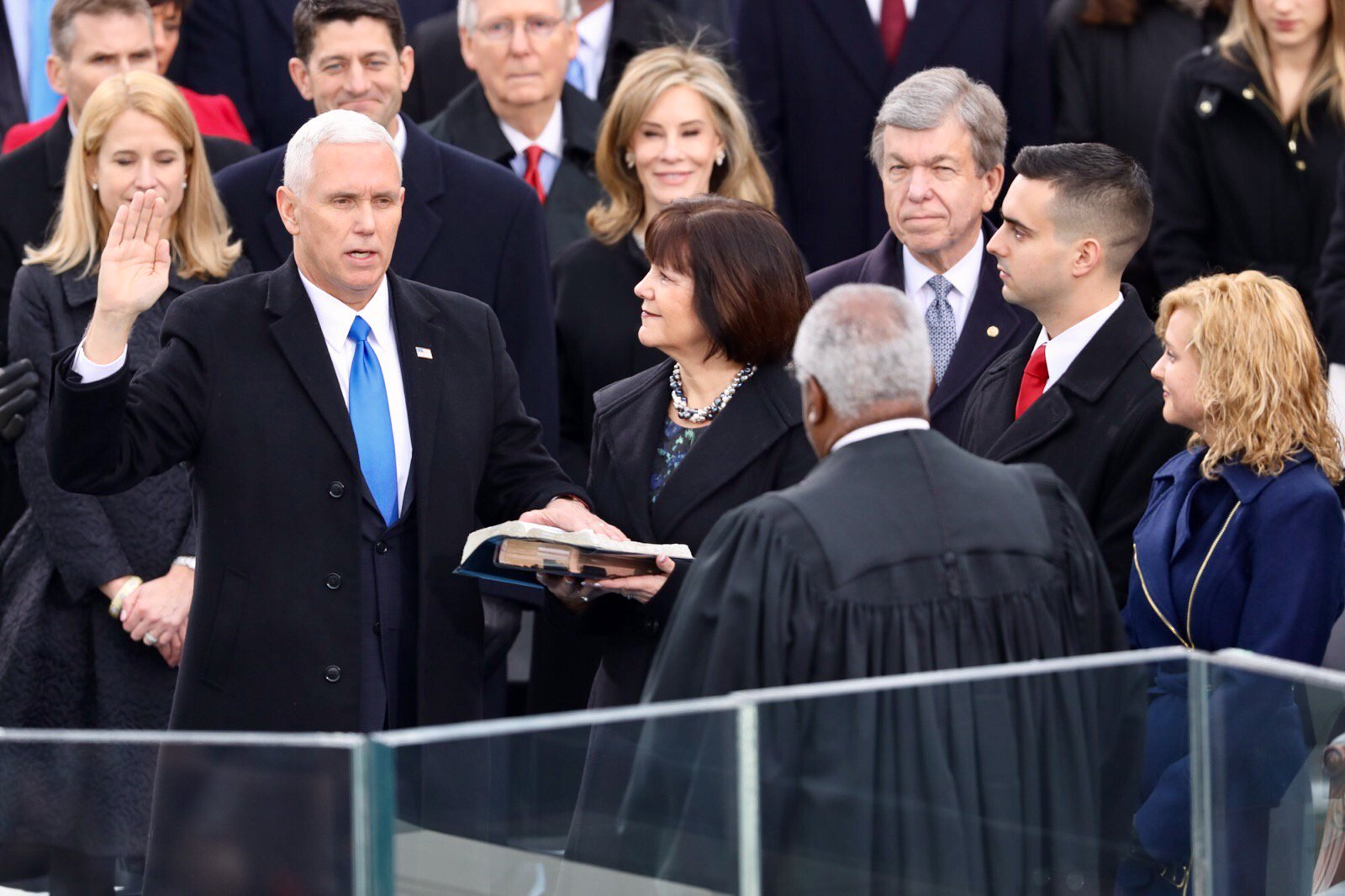
2017年1月20日，彭斯在最高法院法官克拉伦斯·托马斯的见证下宣誓就任副总统

11时54分，最高法院大法官克拉伦斯·托马斯监督迈克·彭斯宣誓成为第48任美国副总统，此时彭斯手按自己的和罗纳德·里根的《圣经》，而里根激发了彭斯加入共和党的想法。摩尔门大会堂唱诗班演唱《美丽的阿美利加》后，首席法官约翰·罗伯茨监督特朗普宣誓就任第45任美国总统。特朗普在宣誓中用了两本《圣经》，一本是她母亲赠予的，一本是林肯遗留的。仪式后，海军陆战队军乐团演唱进行曲《向统帅致敬》，同时21响礼炮鸣放。
特朗普随后发表长达16分钟的就职演说，共计1433字，是自卡特1977年1229字就职演说以来最短的。演说后，三大宗教（猶太教、天主教、基督新教）领导人轮番祝祷，使典礼的祈祷次数创下了六次的历史新高。葛福临牧师、天主教纽约总教区总主教蒂莫西·麦可·多兰、塞缪尔·罗德里格兹、宝拉·怀特牧师、犹太教教士马文·希尔和韦恩·T·杰克逊（Wayne T. Jackson）主教轮番祝祷。典礼在贾姬·伊凡柯演唱国歌声中落幕。
宣誓仪式后，特朗普与奥巴马一家前往传统告别仪式。仪式中，前第一家庭登上直升机前往安德鲁斯联合基地。在直升机前，特朗普一家与奥巴马一家短暂交谈后，退回国会台阶处，挥手目送直升机离去。片刻后，特朗普到椭圆形办公室签署上任后首个行政命令，其中包括启动废除奥巴马医改程序的命令。
特朗普、彭斯携妻子与国会领袖及其他議員在国家雕像馆就餐。用餐过后，特朗普让与餐者起立鼓掌致敬他的选战对手希拉里·克林顿。
作为美军新总司令，特朗普在国会大厦东翼检阅军队各部队代表，之后参加游行。游行结束后，特朗普的一天以出席华盛顿三大舞会结束。

## 现场人数
典礼前夕，联邦和地方部门预估到场人数在70万到90万之间。《纽约时报》援引英国曼彻斯特城市大学的公众科学Keith Still教授的分析认为，周五出现在国家广场的人群规模约为奥巴马当年的三分之一。今日美國报道说游行路线上有"数量可观"的空位。多家媒体登载了2009年奥巴马总统宣誓就职仪式与特朗普就职典礼的同角度航拍对比图，暗示参加特朗普就职典礼的人群规模远小于前总统奥巴马。上届奥巴马2009年的就职典礼估计有180万人观礼，一时创下国家广场的人数数目记录。据AC尼尔森的调查报告显示， 当天通过媒体收看特朗普就职典礼的观众人数为3060万，高于2013年奥巴马第二次就职典礼2060万的观众人数，但低于2009年奥巴马初次就职典礼时 3780万的观众人数。有政治分析师指出由于奥巴马身为首位非裔美国人总统这一性质才是造成差异的成因。

### “另类事实”

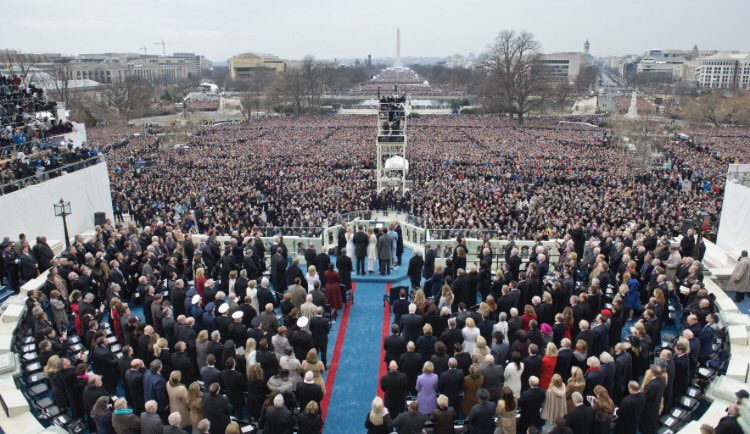
唐纳德·特朗普的总统就职典礼。

1月21日的第一次记者招待会上，特朗普的白宫新闻秘书肖恩·斯派塞，指称观众群“是史上见证总统就职典礼最大的人群”，同时谴责媒体错估观众数，“削弱观礼热情”。斯派塞声称42万人在特朗普就职当日乘坐了地铁，而在奥巴马就职当日只有31.7万人。華盛頓都會區交通局则报告称，特朗普就职典礼当日上午11点前，19.3万名乘客乘坐地铁，全日旅客数570557名，较63.9万名的日均旅客数低。而奥巴马的第一次(2009)和第二次就职(2013)就职当日则有110万人次和78.2万人次乘坐地铁。
特朗普的总统顾问凯莉安·康威在全国广播公司《与媒体见面》节目主持人查克·托德追问斯派塞为何说谎时回击道，特朗普之所以能获胜部分原因是由于选民不再信任媒体，斯派塞并不是“说谎”，而是提供了“另类事实”。特朗普访问中央情报局时表示，新闻媒体对他就职典礼的观礼人数进行了误导性的报道，“我一眼望过去，它们看起来的确有150万人，人群一直延续到华盛顿纪念碑”,“我正在和媒体打一场战争。他们是地球上最不诚实的人类”。
媒体指责总统团队发出了一系列虚假的声明，对媒体进行攻击。媒体并称新总统上任仅三天，因为人群规模的“另类事实”，特朗普在记者提问下拒绝公布报税单并称“只有记者在乎，人民不在乎”，以及虽然没有证据但与国会议员谈话时声称有3-5百万非法移民在大选中为民主党投票等一系列媒体负面报道，特朗普已与媒体处于“战争状态”。
然而8个月后，已经从特朗普政府辞职的肖恩·斯派塞在接受媒体采访时基本承认了自己1月21日的简报是撒谎，因为“白宫新闻秘书的工作只是按总统的命令发声”，并对此表示了遗憾。

## 示威與抵制
自川普在2016年11月9日取得選舉人票當選總統後，12月中旬，20个抗议团体计划于就职典礼当天和翌日抗议。其中，妇女大游行认为种族及性别平等、平价医疗保健、女性堕胎权和少數族群的投票权在特朗普治下会受到威胁，得到近200个活动人士团体及组织支持。
共计67名民主党众议员公开抵制就职典礼，声称“之所以抵制，是因为他的政策令人震惊、引发不和，有外国势力插手选举，批评人权偶像、佐治亚州国会议员约翰·路易斯。”67名抵制议员中的66人屬民主党稳奪的议席。
就职典礼当日，华盛顿特区爆发游行。部分激进抗议者焚烧豪华轿车，砸碎店铺橱窗。记者彼得·赫尔曼（Peter Hermann）表示示威者“焚烧国旗，投掷砖块，煽动大规模骚乱”。至少有217名抗议者被捕，6名警官及至少一名路人受伤。
就职典礼当日，华盛顿特区爆发了游行。大多数示威者是和平的。Disrupt J20的示威者们在安全检查站手挽手试图将检查站关闭。一群示威者，部分是穿着黑衣的无政府主义者，参与了零星的破坏，骚乱和暴力活动。至少有217名抗议者被捕，6名警官及至少一名路人受伤。
席琳·迪翁、夏洛蒂·澈奇、埃尔顿·约翰、莫比、丽贝卡·弗格森、加斯·布鲁克斯、安德烈·波切利和Kiss合唱团等艺人拒绝表演邀请。1月15日，珍妮弗·霍利迪因受到壓力，加上不認同新政府对同性恋的取态问题退出典礼，并向LGBT社群就先前接受表演邀请道歉。

## 中国的报道管控
据《金融时报》中文网报道，中央宣傳部要求媒体门户低调处理就职典礼的报道，禁止各网站以直播或图片报道的形式直播就职典礼，只能转发由中央政府媒体撰写的典礼报道，不应将就职典礼列在显著位置，“注意新闻评论……以及负面和有害言论”。随后，《人民日报》海外版和《环球时报》等官方媒体发表评论，表示希望特朗普认识中美关系的重要性，但也指中国要准备好应对风云变幻。

## 外部連結
- 维基共享资源上的相關多媒體資源：2017年美國總統就職典禮
- usa.gov上的（页面存档备份，存于）
- YouTube上的The Inauguration of the 45th President of the United States
- C-SPAN的典礼报道（页面存档备份，存于）
- 第58届总统就职典礼华盛顿军事部署（页面存档备份，存于）